# 몽키아라 국제 학교
쿠알라 룸푸르 몽키아라 인터내셔널 스쿨(Mont'Kiara International School)은 말레이시아의 12년제 사립 국제 초중고등학교이다. 1994년 첫 개교되어 현재에 이르고 있는 아시아 국가에서 제법 이름 있는 국제 학교라 알려져 있다.